# Allantoporthe
Allantoporthe är ett släkte av svampar. Allantoporthe ingår i familjen Diaporthaceae, ordningen Diaporthales, klassen Sordariomycetes, divisionen sporsäcksvampar och riket svampar.
|               | Phomopsis                                                                         |
|               |                                                                                   |
|               | Diaporthe                                                                         |
|               |                                                                                   |
|               | Diaporthopsis                                                                     |
|               |                                                                                   |
|               | Mazzantia                                                                         |
|               |                                                                                   |
|               | Mazzantiella                                                                      |
|               |                                                                                   |
|               | Septomazzantia                                                                    |
|               |                                                                                   |
|               | Leucodiaporthe                                                                    |
|               |                                                                                   |
|               | Aporhytisma                                                                       |
|               |                                                                                   |
| Allantoporthe | \| \| Allantoporthe tessella \| \| \| \| \| \| Allantoporthe decedens \| \| \| \| |
|               | \| \| Allantoporthe tessella \| \| \| \| \| \| Allantoporthe decedens \| \| \| \| |
|               | Clypeoporthella                                                                   |
|               |                                                                                   |
|               | Allantoporthe tessella                                                            |
|               |                                                                                   |
|               | Allantoporthe decedens                                                            |
|               |                                                                                   |

|  | Allantoporthe tessella |
|  |                        |
|  | Allantoporthe decedens |
|  |                        |